# 三倉以愛
三倉 以愛（みくら いより）は、日本の作詞作曲家、ファッションモデル。ロリータファッション雑誌「メルヴェイユ」のレギュラーモデルを務める。

## 経歴

### 2024年
- 3月、フランス・パリで開催された「パリ・コレクション」2024秋冬にて、ロリータブランド「Hiroko Tokumine」とのコラボレーションを果たす。その際、ファッションショーのBGMを手掛け、自身もモデルとしてランウェイに登場した[1]。
- 7月、アメリカ・ロサンゼルスで開催されたイベント「アニメ・エキスポ2024」にて、再度「Hiroko Tokumine」とのコラボを果たし、BGM提供、ランウェイ登場を果たした[2]。

## 作品
- 「Collection de la hime」 - 2024年3月のパリコレ出演が決まった際に制作したBGM。Hiroko Tokumineの「和×ロリータ」をイメージし、「日本の文化を世界に広めたい」という想いを込めて制作された[2]。